# Hohenselchow-Groß Pinnow
Hohenselchow-Groß Pinnow è un comune di 716 abitanti del Brandeburgo, in Germania.

Appartiene al circondario dell'Uckermark ed è parte della comunità amministrativa di Gartz (Oder).

## Geografia antropica

### Suddivisioni amministrative
Il territorio comunale comprende 2 centri abitati (Ortsteil):
- Groß Pinnow
- Hohenselchow